# Irene Kirpal
Irene Kirpal nebo Irene Kirpalová, též Irena Kirpalová, rozená Irene Grundmann (1. ledna 1886 Hořice – 17. prosince 1977 Ústí nad Labem) byla československá politička německé národnosti a meziválečná poslankyně Národního shromáždění za Německou sociálně demokratickou stranu dělnickou v ČSR.

## Biografie
Narodila se v židovské úřednické rodině jako třetí ze šesti dětí. Měla tři sestry a dva bratry. Otec byl soukromým úředníkem. Vychodila národní a měšťanskou školu. V letech 1902–1912 pracovala jako vychovatelka, od roku 1912 byla členkou rakouské sociální demokracie. Roku 1915 se stal předsedkyní ženské stranické organizace v Ústí nad Labem a roku 1918 členkou zemské komise. V Ústí nad Labem se angažovala v obecní samosprávě, v letech 1918–1920 byla členkou obecního zastupitelstva.
Od roku 1919 byla členkou a od roku 1938 i náměstkyní předsedkyně celostátního ženského výboru DSAP. V parlamentních volbách v roce 1920 byla za Německou sociálně demokratickou stranu dělnickou v ČSR zvolena do Národního shromáždění. Mandát pak obhájila ve všech následujících volbách, tedy v parlamentních volbách v roce 1925, parlamentních volbách v roce 1929 i parlamentních volbách v roce 1935. Poslanecké křeslo ztratila na podzim 1938 v souvislosti se změnami hranic Československa.
Patřila k velmi aktivním poslankyním, podala 16 pozměňovacích návrhů a 6 rezolucí, většinou týkající se sociální problematiky, např. ochrany matek a kojenců, úpravy platů a právních poměrů pěstounek na mateřských školách, reorganizace dívčího školství (PSP ČR, ©1920–1925). Desetkrát vystoupila v rozpravě. Stejně jako několik dalších kolegyň se také vyjádřila k zákonu o reorganizaci dívčích škol odborných a o úpravě poměrů učitelstva na těchto školách a k zákonu o částečném zákazu námezdného kojení. Jako představitelka sociální demokracie se často stavěla do pozice mluvčí pracujících žen.
Irene Kirpal zastávala také názor, že je třeba legalizovat potraty, případně alespoň zajistit zmírnění trestu, který za jejich provedení hrozil.
Profesí byla soukromnicí. Podle údajů z roku 1935 bydlela v Ústí nad Labem a v kraji organizovala protifašistické demonstrace. Při jedné z nich, konkrétně v Dolním Podluží, byla běsnícím davem dokonce vážně zraněna a málem přišla o oko.
Zajímavostí je informace, že manželem její sestry Leonie, zavražděné nacisty v Treblince, byl Ciril Globočnik, strýc Obergruppenführera SS Odila Lotaria Globocnika, velitele Operace Reinhard, který byl přímo zodpovědný za tři miliony mrtvých židů v koncentračních táborech a tedy i své tety Leonie.
Od roku 1938 pobývala v exilu ve Velké Británii, kde působila jako členka Rady československých žen ve Velké Británii, v německých ženských organizacích a v Jednotném výboru německých antifašistů z ČSR. Působila v tzv. Zinnerově skupině, kterou vedl v Británii Josef Zinner.
V roce 1947 se vrátila do Československa. Byla aktivní ve Svazu protifašistických bojovníků, Svazu československo-sovětského přátelství a Československého svazu žen. Po vynuceném sloučení sociální demokracie s komunistickou stranu byla členkou KSČ.
Psala články pro různá periodika, např. Hlas revoluce či Výstava a mír. V roce 1966 jí Antonín Novotný udělil Řád práce a Pamětní medaili k 20. výročí osvobození ČSSR.